# Kunsthalle Krems

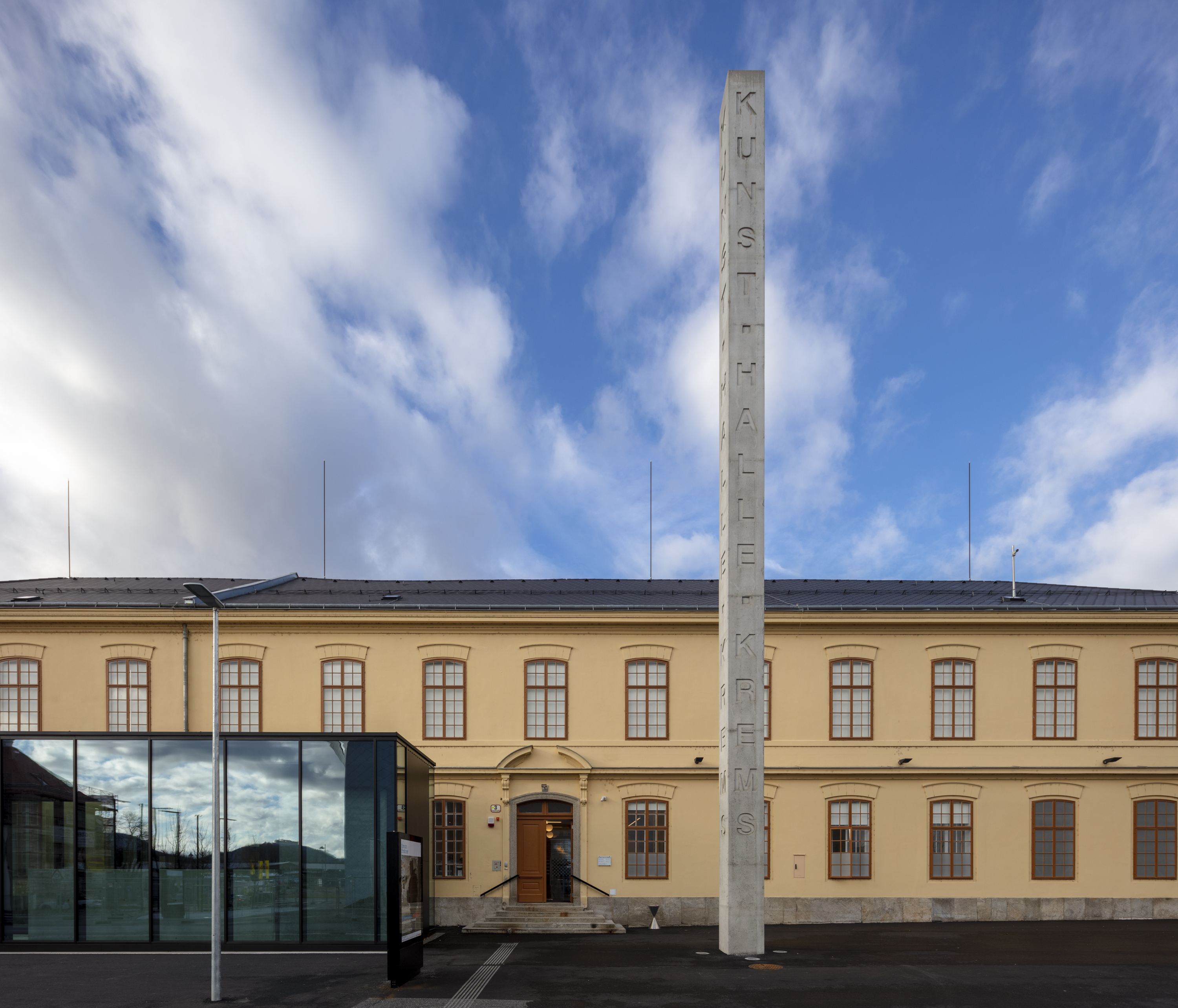
Kunsthalle Krems

Die Kunsthalle Krems ist ein internationales Ausstellungshaus in der niederösterreichischen Stadt Krems an der Donau im Stadtteil Stein an der Donau. Das 1995 eröffnete Haus, ein Umbau eines ehemaligen Fabriksgebäudes der Austria Tabak, ist – zusammen mit dem Karikaturmuseum Krems und der Landesgalerie Niederösterreich in unmittelbarer Nähe – Teil der Kunstmeile Krems. Gezeigt wird vorwiegend moderne und zeitgenössische Kunst.

## Programm
Gezeigt wird Kunst nach 1945, wobei der Schwerpunkt auf das Zeitgenössische gelegt wird. Die Kunsthalle Krems gilt als Institution, die sowohl arrivierten wie auch aufstrebenden jungen Positionen aus dem In- und Ausland eine große Plattform bietet, auf der innovative, medienübergreifende, gesellschaftsaktuelle und kunstspezifische Beiträge verhandelt werden. Diese Präsentationen haben die Form umfassender Themen- und Einzelausstellungen. Hinzu kommen Ausstellungen privater Sammlungen von moderner und zeitgenössischer Kunst. Die mediale Ausrichtung reicht von den klassischen Disziplinen wie Malerei, Zeichnung und Skulptur über Fotografie, Video, Film und Performance bis zu Installation und anderen konzeptuellen sowie neumedialen Disziplinen.
Durch die alljährliche Kooperation mit dem Donaufestival unterstreicht die Kunsthalle Krems ihre interdisziplinäre und progressive Ausrichtung.
2017 gewann die Kunsthalle Krems mit der Dominikanerkirche einen zusätzlichen Ausstellungsort. Der Schwerpunkt liegt auf raumbezogenen Projekten in der gotischen Sakralarchitektur.

## Architektur
Die Räumlichkeiten der 1852 errichteten, ehemaligen Tabakfabrik in Stein wurden von 1992 bis 1995 nach Plänen des Architekten Adolf Krischanitz umgestaltet. Ziel war es, dass der Gesamtplan sowie die technischen Anlagen dem aktuellen Standard einer modernen Ausstellungshalle entsprachen, um Ausstellungen auch erstklassiger Kunstwerke garantieren zu können.
Von Juni 2016 bis Juni 2017 war das Haus wegen Sanierungsarbeiten (Kosten: rund 3,5 Mio. Euro) geschlossen und wurde am 1. Juli 2017 wiedereröffnet. Als Ausweichquartier diente unter anderem die Steiner Minoritenkirche.
Die Kunsthalle verfügt heute technisch neben einer aufwendigen Klimaanlage über eine Alarmanlage, eine digitale Kameraaufzeichnung im Innen- und Außenbereich, moderne Licht- und Tontechnik sowie ein modernes Ticketing- und Warenwirtschaftssystem. Mit rund 2000 Quadratmetern verfügt die Kunsthalle Krems über eine der größten Ausstellungsflächen Österreichs. Zudem gibt es Servicebereiche sowie Depot- und Lagerräume.

## Auszeichnungen
- Österreichischer Bauherrenpreis 1996

## Direktoren
- 1995–1997: Wolfgang Denk
- 1997–2003: Carl Aigner
- 2004–2007: Tayfun Belgin
- 2008–2009: Dieter Buchhart
- 2009–2015: Hans-Peter Wipplinger[2]
- seit Juli 2016: Florian Steininger[3]

## Ausstellungen
- 2. Juli – 26. Oktober 1994: Alfons Mucha. Das slawische Epos (Minoritenkirche Krems-Stein, in Kooperation mit der Galerie der Hauptstadt Prag, Mucha Foundation)
- 24. April – 6. Juni 1994: Hermann Nitsch (Minoritenkirche Krems-Stein)
- 1995: Wasser und Wein. u. a. mit Werken von: Emil Nolde, Adam Jankowski
- 20. Mai – 29. Oktober 1995: Water & Wine. Zwei Dinge des Lebens aus der Sicht der Kunst von der Antike bis heute (Eröffnungsausstellung)
- 20. Juni – 27. Oktober 1996: Chaos, Wahnsinn. Permutationen der zeitgenössischen Kunst
- 10. Mai – 24. August 1997: Arnulf Rainer. abgrundtiefe, perspektiefe, Retrospektive 1947–1997
- 6. Dezember 1997 – 1. Februar 1998: Antoni Tàpies. Bilder – Skulpturen – Zeichnungen, 1981–1997
- 21. Mai – 1. Oktober 2000: Waldmüller – Schiele – Rainer – Meisterwerke des Niederösterreichischen Landesmuseums
- 20. Mai – 30. September 2001: Von Macke bis Picasso. Meisterwerke der Moderne (In Kooperation mit dem Ostwall, Dortmund.)
- 3. März – 7. Juni 2002: Russland. Repin und die Realisten (In Kooperation mit dem Russischen Museum, St. Petersburg)
- 16. Juni – 29. September 2002: Paul Klee. Meisterwerke aus der Sammlung Djerassi (In Kooperation mit dem San Francisco Museum of Modern Art, San Francisco)
- 13. Oktober 2002 – 5. Jänner 2003: Helmut Newton. Work
- 8. Juni – 7. September 2003: Mythos Art Club. Der Aufbruch nach 1945
- 26. April – 21. September 2003: Alexeji von Jawlensky. Magische Bilder
- 05. Oktober 2003 – 15. Februar 2004 : Mimosen – Rosen – Herbstzeitlosen. Künstlerinnen. Positionen 1945 bis heute
- 29. Februar – 6. Juni 2004: Liebe, Tod und Leidenschaft. Geschichten aus dem Zarenreich (In Kooperation mit dem Russischen Museum, St. Petersburg)
- 20. Juni – 24. Oktober 2004: Sehnsucht nach dem Paradies. Von Gauguin bis Nolde
- 27. Februar – 10. April 2005: Victor Vasarely. Die Täuschung (In Kooperation mit dem Jannus Pannonius Múzeum / Vasarely Múzeum Pécz und dem Vasarely Múzeum Budapest)
- 3. April – 31. Juli 2005: Renoir und das Frauenbild im Impressionismus (In Kooperation mit dem Nationalmuseum Belgrad)
- 14. August – 13. November 2005: Harem. Geheimnis des Orients
- 26. Februar – 18. Juni 2006: Illusion und Wirklichkeit. M.C. Escher – Adolf Luther (In Kooperation mit dem Herakleidon Museum, Experience in Visual Arts, Athen und Adolf-Luther-Stiftung, Krefeld)
- 5. März – 30. Juli 2006: Triumph der Schönheit. Die Epoche der Salonmalerei von Makart bis Rosetti
- 29. Juni – 24. September 2006: Corpus Christi. Christus-Darstellung in der Fotografie (In Kooperation mit dem Israel Museum, Jerusalem)
- 13. August 2006 – 11. Februar 2007: Die ungarische Seele. Romantik und Realismus im Land der Magyaren (In Kooperation mit der Ungarischen Nationalgalerie, Budapest)
- 25. Februar – 3. Juni 2007: Japan. Meiji-Kunst und Japonismus von Van Gogh bis Schiele (In Kooperation mit dem Van Gogh Museum in Amsterdam und der Sammlung Khalili)
- 16. September 2007 – 17. Februar 2008: Brasilien. Von Österreich zur Neuen Welt. In Kooperation mit dem Coleção Brasiliana Fundação Estudar, São Paulo, dem Museu Nacional de Belas Artes, Rio de Janeiro, der Pinacoteca do Estado, São Paulo, dem Museum für Völkerkunde Wien, dem Naturhistorischen Museum Wien und dem Kupferstichkabinett der Akademie der bildenden Künste Wien.
- 14. Oktober 2007 – 10. Februar 2008: Wolfgang Denk. Fast eine Retrospektive 1977–2007
- 14. Oktober 2007 – 17. Februar 2008: Markus Wilfling. Spiegelkabinett
- 2. März – 24. August 2008: Schaulust. Die Kunst des Sehens und Täuschens (In Kooperation mit der Sammlung Würth und der Sammlung Werner Nekes)
- 2. März – 10. August 2008: Marco Evaristti. Red Factions
- 6. April – 7. September 2008: Go West. Von Cowboys und Indianern
- 6. April – 7. September 2008: Richard Hoeck. This is not America
- 24. August – 21. September 2008: Rainer Prohaska. The 'Z'-Boates Modular Barges
- 7. September 2008 – 1. März 2009: Duane Hanson. Sculptures of the American Dream
- 7. September 2008 – 15. Februar 2009: Peder Balke. Ein Pionier der Moderne
- 28. September 2008 – 1. März 2009: Joseph Beuys. Schamane
- 5. Oktober 2008 – 15. März 2009: GO NYC. Nin Brudermann, Rainer Ganahl, Mathias Kessler
- 15. März – 12. Juli 2009: Otto Dix – Zwischen Paradies und Untergang
- 29. März – 14. Juni 2009: Edgar Honetschläger. EDOPOLIS
- 28. Juni – 18. Oktober 2009: IRWIN. State in Time
- 26. Juli – 26. Oktober 2009: Sehnsucht nach dem Abbild. Das Porträt im Wandel der Zeit
- 13. September 2009 – 31. Januar 2010: Siggi Hofer. Heilige Freiheit
- 8. November 2009 – 28. Februar 2010: Mark Dion. Concerning Hunting
- 14. März – 4. Juli 2010: Paula Modersohn-Becker. Pionierin der Moderne
- 14. März – 4. Juli 2010: Bernhard Fuchs. Porträts
- 28. März – 27. Juni 2010: Franz Graf. Schwarz Heute Jetzt Habe Dass Schon Fast Vergessen
- 18. Juli – 7. November 2010: Lebenslust und Totentanz. Werke aus der Kunstsammlung Thomas Olbricht
- 21. November 2010 – 20. Februar 2011: Nouveau Réalisme
- 21. November 2010 – 20. Februar 2011: Daniel Spoerri. Ein Augenblick für eine Ewigkeit
- 21. November 2010 – 13. Februar 2011: Nin Brudermann. Twelve o'Clock in London
- 6. März – 3. Juli 2011: Von Engeln & Bengeln. 400 Jahre Kinder im Porträt
- 27. März – 13. Juni 2011. Jonas Burgert. Lebendversuch
- 17. Juli – 6. November 2011: Lucas Bosch Gelatin
- 27. November 2011 – 19. Februar 2012: Zeit zu Handeln! Werke aus der Sammlung Migros Museum für Gegenwartskunst Zürich
- 27. November 2011 – 9. April 2012: Walter Vopava
- 4. März – 1. Juli 2012: WUNDER. Kunst, Wissenschaft und Religion vom 4. Jahrhundert bis zur Gegenwart (in Kooperation mit den Deichtorhallen Hamburg und der Siemens Stiftung)
- 29. April – 24. Juni 2012: John Bock
- 15. Juli – 14. Oktober 2012: Elmar Trenkwalder. Ornament und Obsession
- 15. Juli – 4. November 2012: Francis Picabia. Retrospektive
- 18. November – 17. Februar 2013: Anna Jermolaewa
- 18. November – 10. Februar 2013: Thomas Feuerstein. Candylab
- 10. März – 30. Juni 2013: Große Gefühle. Von der Antike bis zur Gegenwart
- 14. Juli – 6. Oktober 2013: Kiki Kogelnik. Retrospektive
- 14. Juli – 6. Oktober 2013: Elfie Semotan
- 20. Oktober – 23. Februar 2014: Yoko Ono. Half-A-Wind Show. Eine Retrospektive (Eine Ausstellung der Schirn Kunsthalle Frankfurt in Kooperation mit dem Louisiana Museum of Modern Art, der  Kunsthalle Krems und dem Guggenheim-Museum Bilbao)
- 16. März – 29. Juni 2014: Zurück in die Zukunft. Von Tiepolo bis Warhol. Die Sammlung Klüser
- 16. März – 29. Juni 2014: Constantin Luser
- 16. März – 29. Juni 2014: William Kentridge. Ten Drawings for Projection
- 13. Juli – 2. November 2014: Martha Jungwirth. Retrospektive
- 13. Juli – 2. November 2014: Gregor Schmoll. Orbis Pictus
- 15. November – 8. Februar 2015: Dominik Steiger. Retrospektive
- 22. März – 28. Juni 2015: Pipilotti Rist. Komm Schatz, wir stellen die Medien um und fangen nochmals von vorne an
- 19. Juli – 18. Oktober 2015: Inés Lombardi. Retroprospective
- 19. Juli – 1. November 2015: Ernesto Neto
- 14. November – 21. Februar 2016: Now, At The Latest. Videos und andere Sehenswürdigkeiten aus der evn sammlung
- 14. November – 21. Februar 2016: Jorinde Voigt. Now
- 13. März – 19. Juni 2016: ABSTRAKT – SPATIAL. Malerei im Raum
- 13. März – 19. Juni 2016: Stefan Sandner. Farben
- 13. März – 19. Juni 2016: Saint Genet
- 27. August – 18. September 2016: Michael Kienzer. 24 von 274.668 Tagen
- 2. Juli – 15. Oktober 2017: Sébastien de Ganay. Transposition and Reproduction | Kunsthalle Krems in der Dominikanerkirche
- 2. Juli – 5. November 2017: Abstrakt Painting Now! Gerhard Richter, Katharina Grosse, Sean Scully...
- 2. Juli – 5. November 2017: Tobias Pils. Untitled
- 26. November 2017 – 18. Februar 2018: Remastered. Die Kunst der Aneignung
- 11. März – 10. Juni 2018: Axel Hütte. Imperial – Majestic – Magical
- 27. April – 10. Juni 2018: Lizzie Fitch / Ryan Trecartin. Premise Place (edit 1)
- 01. Juli – 04. November 2018: Picasso. Gorky. Warhol. Skulpturen und Arbeiten auf Papier. Sammlung Hubert Looser
- 01. Juli – 04. November 2018: Eva Schlegel | Kunsthalle Krems und Kunsthalle Krems in der Dominikanerkirche
- 25. November 2018 – 24. Februar 2019: Per Kirkeby
- 25. November 2018 – 24. Februar 2019: Perrine Lacroix  AIR—ARTIST IN RESIDENCE
- 3. März 2019 – 23. Juni 2019 Hans op de Beeck. The Cliff
- 19. November 2021 – 3. April 2022: Andreas Werner GALAKTAL
- 19. April 2024 – 26. April 2024: donaufestival
- ab 27. April 2024: Thomas J Price. Matter of Place

## Briefmarke
Am 1. Mai 2011 verausgabte die Österreichische Post AG im Rahmen der Dauermarkenserie Kunsthäuser eine Briefmarke zu dem Objekt.